# Костевич Олена Дмитрівна
Оле́на Дми́трівна Косте́вич (нар.14 квітня 1985, Хабаровськ) — українська спортсменка, яка спеціалізується на стрільбі з пневматичного пістолета, олімпійська чемпіонка Літніх Олімпійських ігор 2004 року в Афінах з кульової стрільби, триразова бронзова призерка Літніх Олімпійських ігор з кульової стрільби, заслужений майстер спорту України.

## Біографія
У дитинстві займалася спортивною гімнастикою, потім — великим тенісом. У стрільбу прийшла в 11 років за ініціативи матері. Тренуватися почала в спортивно-стрілецькому клубі Чернігова. Закінчила загальноосвітню спеціалізовану школу фізико-математичного профілю № 12 міста Чернігова.
Закінчила Чернігівський технологічний університет, навчається в аспірантурі Київського національного університету технологій та дизайну за спеціальністю «Економіка підприємства», виступає за спортивні товариства «Колос» і «Динамо», має звання лейтенанта СБУ, є членом збірної України і членом Федерації стрільби України.
Мешкає в Австрії. 7 грудня 2022 року обрана першою заступницею Чернігівського обласного відділення НОК України 

## Спортивні результати

### Літня Олімпіада 2004
Золоту олімпійську медаль Олена Костевич завоювала на Олімпіаді 2004 року в Афінах.

### Літня Олімпіада 2012
На Олімпіаді 2008 року в Пекіні до фіналу не потрапила, показавши тільки 31-й результат.
Крім олімпійського золота Олена Костевич вигравала також чемпіонат світу 2002 року та фінал кубка світу 2003 року.
На Олімпіаді 2012 року в Лондоні Олена Костевич виборола 2 бронзові медалі (пневматичний пістолет — 10 м і малокаліберний пістолет — 25 м.).

### Універсіада 2013
На літній Універсіаді у Казані Олена Костевич завоювала дві медалі: золоту та срібну..
Золоту нагороду українка завоювала у стрільбі з пістолета з відстані 25 метрів. У кваліфікації у точності Олена двома очками поступилася китаянці Су Юлінь. У стрільбі на швидкість Костевич показала взагалі шостий результат, однак до півфіналу пробилася. Проте вже на наступній стадії залишила своїх суперниць позаду, здобувши путівку до фіналу. У матчі за перше місце Олена упевнено перемогла росіянку Анну Мастяніну — 7:1. Бронза дісталася представниці Таїланду Таніапорн Прусксакорн, яка була точнішою за ще одну українку — Катерину Дьомкіну.
Срібну нагороду Костевич здобула у командних змаганнях зі стрільби з пістолету на 25 метрів разом з Мартою Бойчук та Катериною Дьомкіною.
У командних змаганнях зі стрільби з пневматичного пістолета на 10 метрів Олена посіла шосте місце. У індивідуальних змаганнях у цій же дисципліні Костевич не пробилась до фіналу, показавши у кваліфікації 17 результат.

### 2014
У вересні 2014-го на чемпіонаті світу зі стрільби в Гранаді (Іспанія) Олена - лідерка збірної України — здобула «срібло» у стрільбі з пневматичного пістолета.

### 2015
У березні 2015 року завоювала золоту медаль на чемпіонаті Європи у стрільбі з пневматичного пістолета з десяти метрів в голландському місті Арнемі.

### 2016
У лютому 2016 року завоювала золоту медаль на чемпіонаті Європи у стрільбі з пневматичного пістолета з десяти метрів у Дьйорі (Угорщина).

### 2018
8 вересня 2018 року завоювала золоту медаль на чемпіонаті світу зі спортивної стрільби у Чханвоні (Корея) зі спортивної стрільби з пістолета. А 2 вересня — разом з Олегом Омельчуком виграла бронзову нагороду у міксі.

### 2019
23 березня Олег Омельчук в дуеті з Оленою Костевич стали чемпіонами Європи в змаганнях змішаних команд. Дует набрав 486.0 бала, випередивши пари з Росії — 485.1, і Сербії — 418.6.
На II Європейських іграх в парі з Павлом Коростильовим виборола бронзову нагороду у пістолеті на 25 м.

### 2021
27 липня 2021 року Олена Костевич разом з Олегом Омельчуком вибороли бронзову медаль з пневматичного пістолету з десяти метрів на Олімпіаді в Токіо.

## Виступи на Олімпіадах
| Олімпіада           | Дисципліна                              | Місце |
| ------------------- | --------------------------------------- | ----- |
| Афіни 2004          | пневматичний пістолет, 10 метрів        | 1     |
| Афіни 2004          | пістолет, 25 метрів                     | 27    |
| Пекін 2008          | пневматичний пістолет, 10 метрів        | 31    |
| Пекін 2008          | пістолет, 25 метрів                     | 26    |
| Лондон 2012         | пневматичний пістолет, 10 метрів        | 3     |
| Лондон 2012         | пістолет, 25 метрів                     | 3     |
| Ріо-де-Жанейро 2016 | пневматичний пістолет, 10 метрів        | 28    |
| Ріо-де-Жанейро 2016 | пістолет, 25 метрів                     | 22    |
| Токіо 2020          | пневматичний пістолет, 10 метрів        | 4     |
| Токіо 2020          | пневматичний пістолет, 10 метрів, мікст | 3     |
| Токіо 2020          | пістолет, 25 метрів                     | 23    |
| Париж 2024          | пневматичний пістолет, 10 метрів        | 19    |
| Париж 2024          | пневматичний пістолет, 10 метрів, мікст | 13    |
| Париж 2024          | пістолет, 25 метрів                     | 25    |

## Державні нагороди та почесні звання

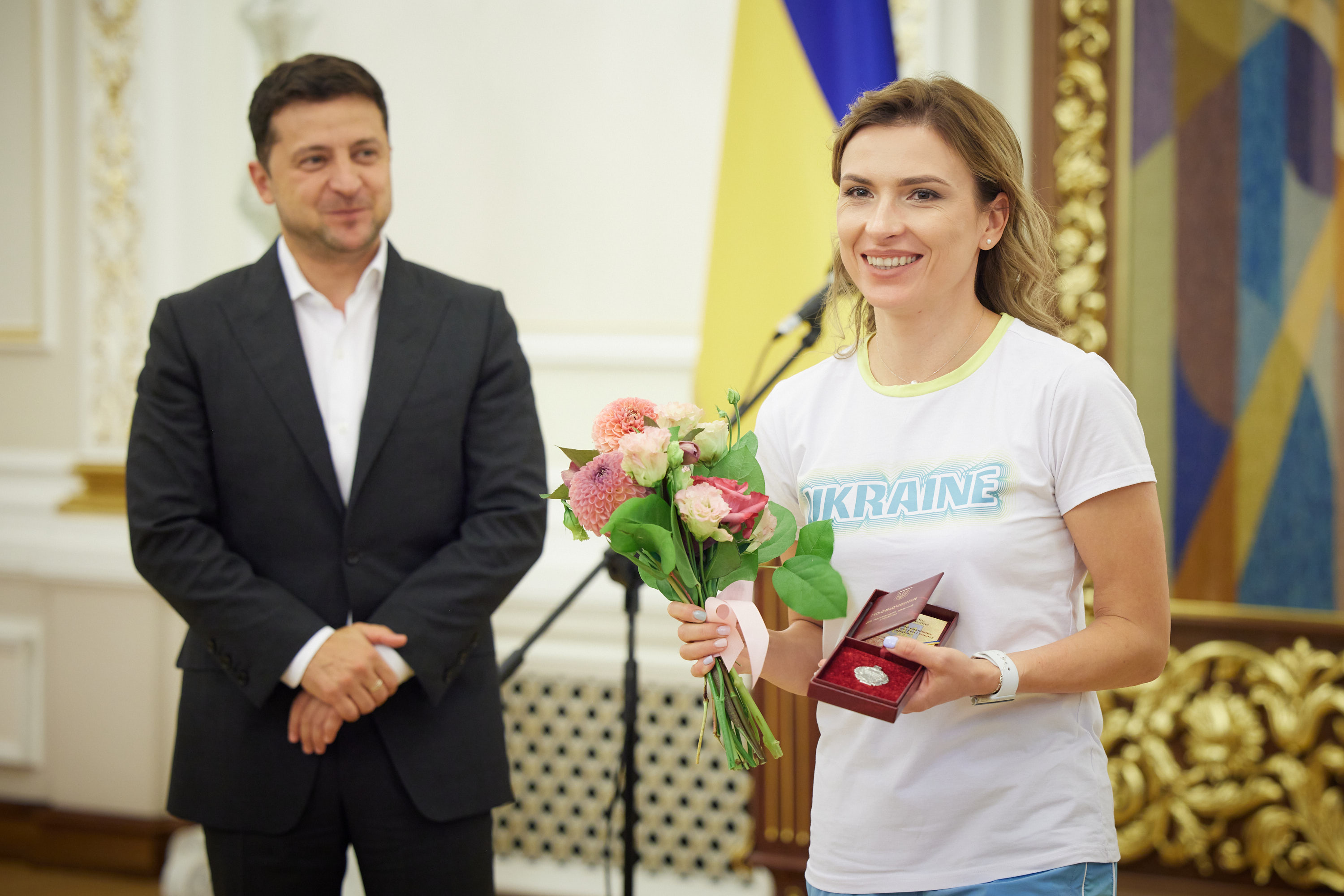
Олена Костевич отримує почесне звання Заслужений працівник фізичної культури і спорту України в Офісі Президента України 17 серпня 2021 року

- Орден князя Ярослава Мудрого V ст. (7 вересня 2023) — За досягнення високих спортивних результатів на III Європейських іграх у м.Кракові (Республіка Польща), виявлені самовідданість та волю до перемоги, піднесення міжнародного авторитету України.[19]
- Орден «За заслуги» I ст. (6 березня 2019) — за значний особистий внесок у соціально-економічний, науково-технічний, культурно-освітній розвиток Української держави, захист державного суверенітету і територіальної цілісності України, багаторічну сумлінну працю та високий професіоналізм [20].
- Орден «За заслуги» II ст. (4 вересня 2007) — за вагомий особистий внесок у розвиток і популяризацію фізичної культури і спорту в Україні, досягнення високих спортивних результатів, високу професійну майстерність[21].
- Орден «За заслуги» III ст. (18 вересня 2004) — за досягнення значних спортивних результатів на XXVIII літніх Олімпійських іграх в Афінах, піднесення міжнародного авторитету України[22].
- Орден княгині Ольги I ст. (25 липня 2013) — за досягнення високих спортивних результатів на XXVII Всесвітній літній Універсіаді в Казані, виявлені самовідданість та волю до перемоги, піднесення міжнародного авторитету України[23].
- Орден княгині Ольги II ст. (15 серпня 2012) — за досягнення високих спортивних результатів на XXX літніх Олімпійських іграх у Лондоні, виявлені самовідданість та волю до перемоги, піднесення міжнародного авторитету України[24].
- Орден княгині Ольги III ст. (27 червня 2003) — за самовіддану працю, високий професіоналізм, створення умов для духовної єдності поколінь, реалізацію важливих молодіжних проектів[25].
- Медаль «За працю і звитягу» (15 липня 2019) — за досягнення високих спортивних результатів II Європейських іграх у м. Мінську (Республіка Білорусь), виявлені самовідданість та волю до перемоги, піднесення міжнародного авторитету України[26].
- Заслужений працівник фізичної культури і спорту України (16 серпня 2021) — за досягнення високих спортивних результатів на XXXII літніх Олімпійських іграх в місті Токіо (Японія), виявлені самовідданість та волю до перемоги, утвердження міжнародного авторитету України.[27]

## Родина
Мати, Наталія Олександрівна — кандидат економічних наук, доцент Чернігівського інституту економічного управління, а батько, Дмитро Леонідович — інженер.

## Захоплення
Література, автомобіль.